# Aït Bouada
Ne doit pas être confondu avec Ait Bouadou.
Aït Bouada (en kabyle : At Buɛḍa, en arabe : أيت بوعدة, gentilé : Ibuɛḍawen) est un village kabyle de la commune d'Azazga, et une autre partie dans la commune d'Ifigha, dans la wilaya de Tizi-Ouzou en Algérie.

## Localisation

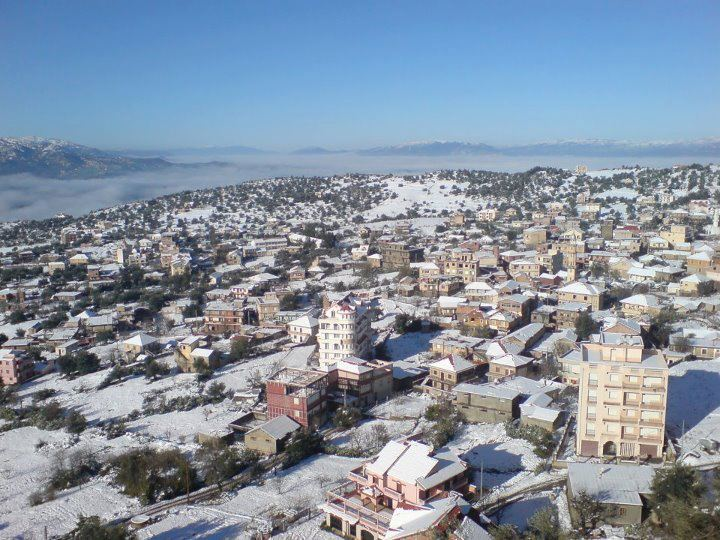
Ait Bouada sous la neige

Aït Bouada est limité au nord par la forêt d'Ait Ghobri, au sud par le fleuve Sebaou, à l'est par les villages de la commune Ifigha et à l'ouest par le village de Cheurfa n'Bahloul. il est considéré parmi les villages les plus beaux de la grande Kabylie.
Ait Bouada est accessible par la RN71 qui relie Azazga et Ain El Hammam.

## Hameaux
Il est constitué de cinq petits hameaux : Lâaziv (laƐzib), Lessiakh (Lesiax), Wahiber (Waḥiber), Tighilt (Tiɣilt) et Rabta (Rabḍa) qui se trouve à l’extrême sud du village.

## Population
Ce village compte de nos jours un peu plus de 12 000 habitants permanents et une grande communauté établie principalement en France.[Quand ?][réf. nécessaire].

## Culture
Aït Bouada est classé 7ème dans la 8ème édition du concours « Rabah Aissat » du village le plus propre de la wilaya de Tizi-Ouzou, le lundi 12 avril 2021, lors d’une cérémonie organisée par l’APW de Tizi-Ouzou au théâtre régional Kateb Yacine,.
Selon le quotidien Le Soir d'Algérie, la Fondation Zinédine Zidane a contribué au Concours du village le plus propre de Tizi Ouzou avec 50 millions de centimes (500 000 dinars) pour chaque village lauréat.
Le célèbre chanteur kabyle Abdenour Amour dédicace At Buɛḍa dans sa chanson "S talwit" (Doucement) qui figure dans l'album Σnu-tt (1993).

## Administration
Le village est doté d'une école primaire HANTALA Saadi, un dispensaire BOUSSAIB Titem, et un bureau de poste.

## Histoire

### Occupation française
Le village est mentionné dès 1846 dans une carte éditée par la commission scientifique d'Algérie.
Sous l'occupation française, le nom du village s'écrivait "Aït-Bouadda" et était rattaché à la commune mixte du Haut-Sébaou.

## Personnalités liées au village
Yacine Brahimi : Footballeur international algérien, sacré Ballon d'Or algérien en 2014 dont la mère est originaire du village.
Farid Belmellat : ancien footballeur international algérien devenu ensuite entraîneur des gardiens de but.
Kamel Igman : Chanteur, Il était un membre du groupe Igman dans les années 1980, à côté de Azwaw Oussadi.Reportages
Escapade au village At Buaḍa (Azazga)
Amagar n Tefsut - l’accueil du printemps au village At Buada
Fête de la musique 2021 au village at Buɛḍa
تيزي وزو : تكاتف جهود السكان يحول القرية إلى وجهة سياحية بامتياز
تيزي وزو : نسوة رفعن التحدي و النتيجة في واحدة من أجمل قرى الجزائر
تيزي وزو : بداية الإحتفال باليوم العالمي للمرأة ببرامج مختلفة بمنطقة عزازقة